# Sarah Polk

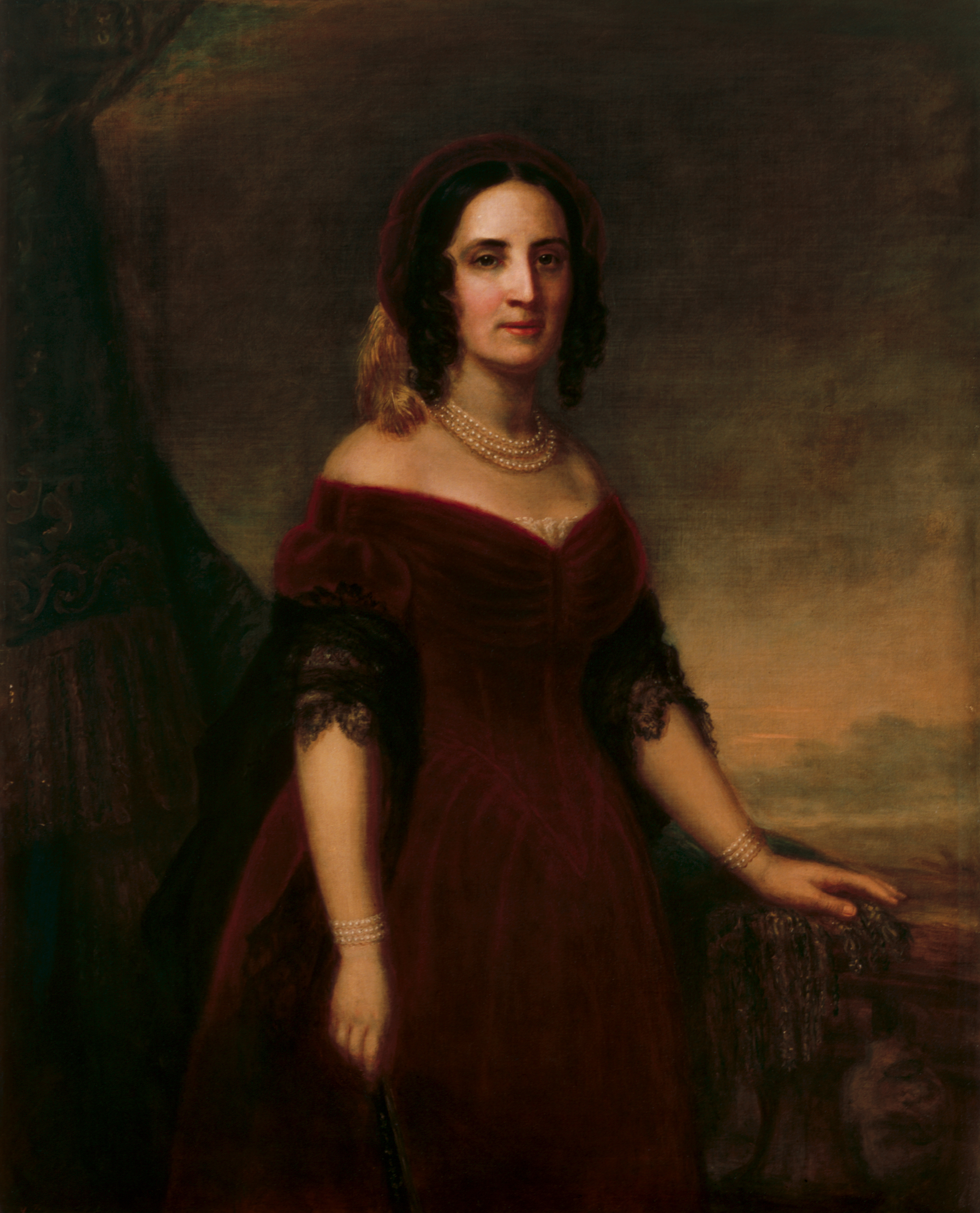
Retrato de Sarah Polk, ofrecido a la Casa Blanca por las Damas de Tennessee para conmemorar el 80 cumpleaños de la señora Polk, y basado en un retrato de 1846 de George Healy.

Sarah Childress Polk (Murfreesboro, 4 de septiembre de 1803-Nashville, 14 de agosto de 1891) fue la esposa del presidente James K. Polk y primera dama de los Estados Unidos de 1845 a 1849.

## Educación y primeros años

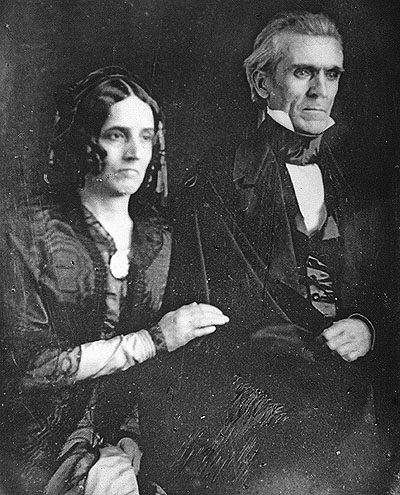
Sarah y James K. Polk hacia 1849.

Sarah Childress nació en 1803 de Elizabeth Whitsitt y Joel Childress, un prominente plantador, comerciante, y especulador de tierras — la tercera de sus seis hijos. Fue bien educada para una mujer de su tiempo y lugar, asistiendo a la exclusiva Moravians' Salem Academy en Winston-Salem, Carolina del Norte en 1817, una de las pocas instituciones de educación superior disponibles para mujeres a principios del siglo XIX.
Sarah Childress conoció a James K. Polk mientras ambos recibían instrucción de Samuel P. Black en su casa en Murfreesboro, Tennessee; él tenía 19 años, ella 12. Serían formalmente presentados a principios de los años 1820 con la participación de Polk en la Legislatura Estatal. Poco después  empezó a cortejarla. La leyenda dice que Andrew Jackson la describió como "adinerada, bonita, ambiciosa, e inteligente", e instó a Polk a casarse con ella. En 1823 se comprometieron, y el 1 de enero de 1824, Sarah Childress, de 20 años, y James Polk, de 28, se casaron en la casa de la plantación de los padres de la novia cercana a Murfreesboro.
De sus 25 años de matrimonio nunca tendrían hijos, lo que a menudo se atribuye a una operación por cálculos en la vejiga que pudo dejar al joven Polk estéril. Son la única pareja presidencial que nunca tuvo hijos mientras estuvieron juntos, biológicos, adoptados o de un matrimonio anterior. Criaron a un sobrino, Marshall Tate Polk (1831–1884), como pupilo durante unos años antes de que James le enviara a una escuela en Washington D. C. y más tarde a la Universidad de Georgetown. Después de la muerte de su marido, Sarah  adoptó implícitamente a su sobrina nieta política, Sarah Polk Fall (1847-1924).

## Años de vida política (1825–1849)

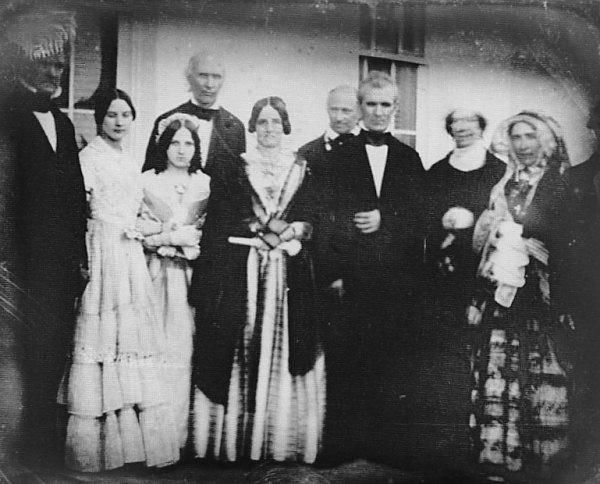
Los Polk fotografiados en el pórtico de la Casa Blanca junto al Secretario de Estado James Buchanan, y la antigua primera dama Dolley Madison.

Durante su carrera política, Polk asistió a su marido con sus discursos, le dio consejos sobre asuntos de política y desempeñó una activa función en sus campañas. En Washington como esposa de un congresista durante las administraciones de John Quincy Adams, Andrew Jackson, y Martin Van Buren, Polk disfrutó mucho sus deberes sociales. En 1830 se arriesgó a romper con Jackson, el mentor de su marido, por participar en el ostracismo social de Peggy Eaton, durante el 'asunto de los miriñaques', a pesar de que continuó saludando a Eaton, a diferencia de la esposa del vicepresidente John C. Calhoun, Floride Calhoun, y la mayoría de las esposas de los miembros del gabinete.
En 1845, Sarah Polk se convirtió en la 11.º primera dama de los Estados Unidos. Era alegre, encantadora, inteligente, y buena conversadora. El presidente Polk a veces discutía asuntos de política con ella. Aunque disfrutaba con la vida política, también advertía a su marido, cuya salud nunca fue robusta, contra el exceso de trabajo. Devota presbiteriana, como primera dama  prohibió los bailes, los juegos de cartas, y los licores fuertes en las recepciones oficiales. Al contrario que los valses de Julia Tyler, Polk prefería diversiones tranquilas y eventos serenos que le valieron el apodo de "Sahara Sarah". Aunque algunos informes declararon que con los Polk nunca se sirvió vino, la esposa de un congresista "registró en su diario los detalles de una cena de cuatro horas para cuarenta personas en la Casa Blanca: copas para seis vinos diferentes— desde champán rosado a ruby port y sauterne, 'formando un arco iris alrededor de cada plato.'"

## Últimos años

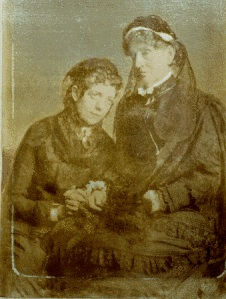
Sarah con su sobrina nieta, Sallie; 1879.

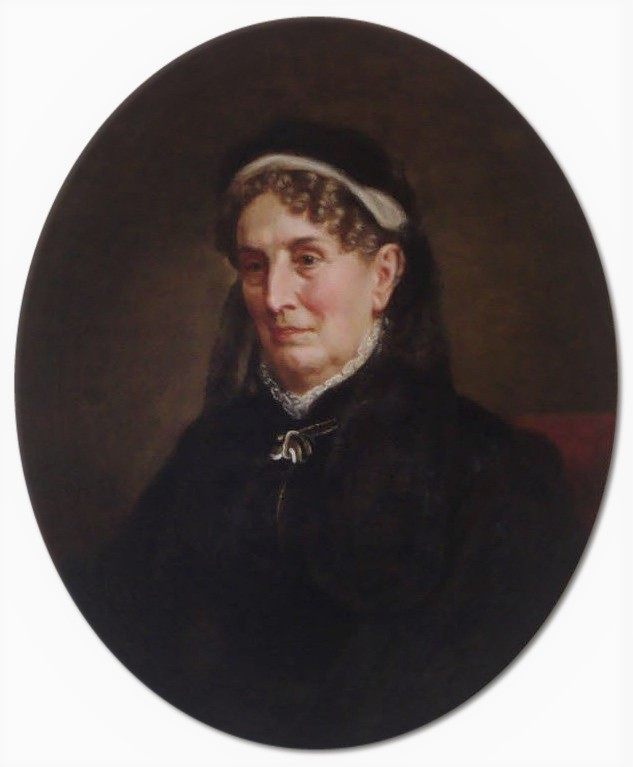
Polk en sus últimos años, retratada por George Dury.

Después de asistir a la investidura de Zachary Taylor el 5 de marzo de 1849, Polk y su marido se fueron a caballo a su nuevo hogar, Polk Place, en Nashville, Tennessee. Al llegar a Tennessee, Polk se decepcionó, pues la mansión aun no estaba terminada por completo. Entonces fueron de Nashville a Columbia para pasar dos semanas con su suegra antes de ir unos cuantos días a Murfreesboro con sus familiares antes de regresar a Nashville. Tres meses más tarde, James Polk murió de cólera, habiendo tenido el retiro más corto de cualquier presidente de los EE. UU. Su viuda se quedó en Polk Place abandonándola muy raramente, volviéndose un poco reclusa. No empezó a recibir visitantes regularmente hasta unos años después de la muerte de su marido. Recibió entonces visitantes señalados y populares durante su larga viudez, como Abram Hewitt, Edward Cooper, John C. Calhoun II, John Catron, George Bancroft, entre muchos otros, incluyendo los presidentes Rutherford B. Hayes y Grover Cleveland.
Una vez viuda, Polk adoptó implícitamente, aunque no de modo oficial, a una sobrina nieta política, Sarah Polk Jetton, apodada "Sallie" (1847-1924), a la que trató como su propia hija. Después de la muerte de la sobrina de Polk, la llevó a vivir con ella. Vivieron juntas en Nashville hasta el fallecimiento de Polk en 1891.
Polk afrontó pequeñas dificultades financieras en su época de viudedad. Su principal fuente de ingresos era una plantación heredada de su marido. Pero se vio obligada a vender la plantación poco antes de la guerra de Secesión en 1861. Más tarde recibió dinero a través de su hermano más joven John Childress. En 1884 el gobierno de los Estados Unidos concedió a Sarah una pensión de $5.000 al año hasta su muerte.
Durante la guerra civil, Polk era oficialmente neutral, pero expresó sentimientos a favor de preservar la Unión durante las visitas periódicas a su hogar de varios comandantes del Ejército de la Unión, incluyendo Don Carlos Buell, George Henry Thomas, Ulysses S. Grant, y William Tecumseh Sherman. Sin embargo, como mujer tradicional del Sur, también mostró simpatía a la Confederación durante visitas de generales confederados.

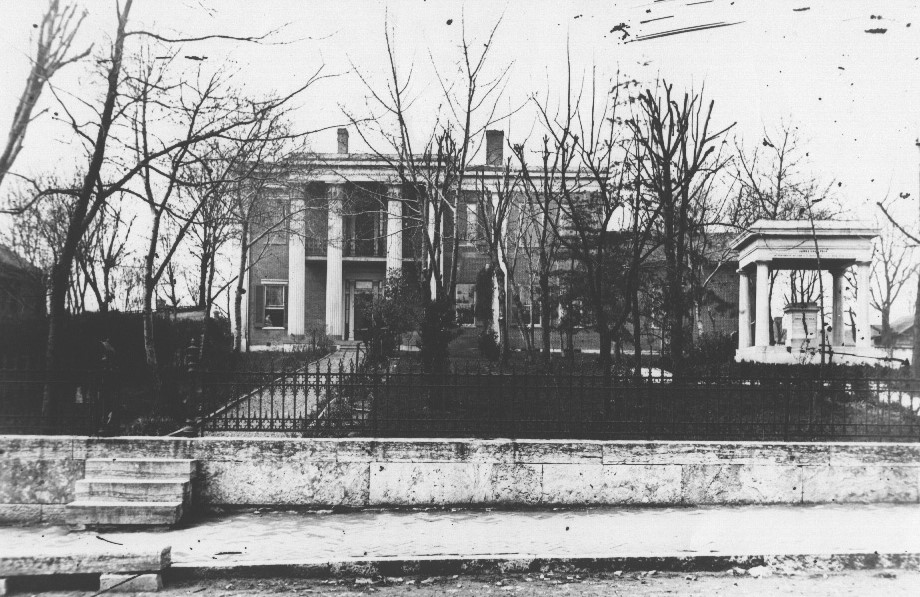
Polk Place en Nashville donde Sarah vivió 42 años como viuda.

Sarah Polk vivió en Polk Place durante 42 años, el retiro y viudez más larga de cualquier ex primera dama de los EE. UU., y siempre vistiendo de negro riguroso como toda viuda victoriana. Visitó a su hermano en Childress-Ray House en Murfreesboro, cuya hija  estaba casada con el gobernador de Tennessee John C. Brown. También visitaba frecuentemente a su amiga íntima Adelicia Acklen en Belmont.

## Muerte
Polk murió el 14 de agosto de 1891, a menos de un mes de su 88 cumpleaños. Fue enterrada junto a su marido detrás de su mansión de Nashville siendo después reenterrados en el Capitolio de Tennessee cuando Polk Place fue demolida en 1901.
Polk legó todo el contenido de Polk Place a su sobrina nieta política, Sarah Polk Fall.